# (183548) 2003 HU42
2003 إتش يو 42 (ويعرف أيضًا باسم (183548) 2003 إتش يو 42 وفق تسمية الكوكب الصغير) (بالإنجليزية: 2003 HU42)‏ هو كويكب ضمن حزام الكويكبات؛ وترتيبه 183548 من حيث الاكتشاف.
اكتُشف هذا الجُرم الفلكي بواسطة سبيس واتش في 29 أبريل 2003.

## وصلات خارجية
- (183548) 2003 HU42 في قاعدة بيانات مختبر الدفع النفاث لأجرام النظام الشمسي الصغيرة

- الاكتشاف · مخطط المدار ·  العناصر المدارية · المعلمات المادية

- (183548) 2003 HU42 على موقع ويكي سكاي: DSS2, SDSS, GALEX, IRAS, Hydrogen α, X-Ray, Astrophoto, Sky Map, Articles and images